# Hellas 1899 Hildesheim
Hellas 1899 Hildesheim ist ein Hildesheimer Sportverein, der sich auf Wasserball und die Schwimmausbildung von Kindern spezialisiert hat.

## Geschichte
Der „Hellas-1899“ ist 1970 hervorgegangen aus der Fusion des Hildesheimer Schwimmvereins von 1899 und des SSK Hellas Hildesheim, gegründet 1919, welcher den Namensbestandteil „Hellas“ aufgrund des antiken athletischen Ideals führte.
Schwerpunkt, auch der Ursprungsvereine, war von jeher der Schwimm- und Wasserballsport. Seit Ende der 1970er Jahre mit zunehmendem Schwerpunkt Wasserball. Trainingsstätten sind das Hildesheimer Freibad Johanniswiese sowie das Hallenbad „Wasserparadies“, bis 1989 die „Kaiserhalle“.
Seit 2004 führt Frauke Oppelt-Brager den Verein als Vorstandsvorsitzende. Der Name laut Satzung ist Hildesheimer Schwimm-Club Hellas-1899 e. V. Die Mitgliederzahl liegt seit den 1990er Jahren konstant bei ca. 300. Höhepunkt waren fast 1200 Mitglieder Anfang der 1970er Jahre. Der Hellas-1899 ist heutzutage durch seinen Nachwuchs im Wasserball überregional bekannt und wurde hier 2006 Bundesnachwuchsstützpunkt. 2006 gelang auch der Wiederaufstieg in die 1. Bundesliga der Deutschen Wasserball Liga, gefolgt vom Abstieg 2008.

## Sportliche Höhepunkte
- 1927: Weltrekord auf 100 und 200 Meter Brust durch Lotti Mühe
- 1928: bei den Olympischen Spielen in Amsterdam gewinnt Lotti Mühe die Bronzemedaille auf 200 Meter Brustschwimmen
- Diverse deutsche Jugendmeisterschaften in den 1960er und 1970er Jahren im Schwimmen
- 1983 deutscher A-Jugend-Meister im Wasserball
- 1986 bis 1991 Wasserball-Bundesliga
- 1986 wird Dirk Schütze Europameister im Wasserball in der Jugend und 1989 in der offenen Klasse
- 1992 deutscher A-Jugendmeister im Wasserball
- 1995 bis 2000 Deutsche Wasserball-Liga (= 1. Bundesliga)
- 2001 Die Wasserballer Jan Heinemann und Lars Sporleder nehmen mit der deutschen Auswahl an der Jugend-Europameisterschaft in Hagen teil
- 2004 Deutscher D-Jugend-Meister im Wasserball
- 2006 Deutscher C-Jugend-Meister und Pokalsieger im Wasserball
- 2006 bis 2008 Deutsche Wasserball-Liga
- 2007 Bronzemedaille bei der deutschen A-Jugendmeisterschaft
- 2008 Deutscher B-Jugend-Pokalsieger und deutscher B-Jugend-Vizemeister im Wasserball
- 2007 Alexander Schwarz, Daniel Weiterer, Ilja Immermann, Richard Noack und Vincent Gogoll nehmen mit der deutschen Wasserball-Mannschaft beim Europäischen Olympischen Sommer-Jugendfestival in Belgrad (Serbien) teil.
- 2008 Mit Schwarz, Weiterer, Immermann, Noack und Gogoll stellt Hellas-1899 das größte Kontingent der U17-Nationalmannschaft im  Wasserball. Die vier erstgenannten spielen auch bei der Jugendeuropameisterschaft in Belgrad (11. Platz).
- 2010 Deutscher A-Jugend-Meister im Wasserball
- 2015 Fynn Schütze nimmt mit der deutschen U17-Nationalmannschaft an den ersten Europaspielen in Baku (Aserbaidschan) teil.
- 2022 Deutscher Pokalsieger weibliche U14 im Wasserball